# 清源路
清源路是中国安徽省合肥市的一条东西向道路，东起蒙城北路正接涡阳路，西至董铺路，其中蒙城北路至淮北路段、四里河路至八公山段段尚未建成。清源路全长5公里，穿过淮北路、望峰路、电厂路、龙灯路、四里河路、八公山路等道路，沿路有五一小学、合肥市气象局、中铁湿地公园、六安路小学中铁校区、双水公园等。